# Réaumur
Réaumur ist eine französische Gemeinde mit 861 Einwohnern (Stand: 1. Januar 2022) im Département Vendée in der Region Pays de la Loire; sie gehört zum Arrondissement Fontenay-le-Comte und zum Kanton Les Herbiers (bis 2015: Kanton Pouzauges).

## Geographie
Réaumur liegt etwa 50 Kilometer östlich von La Roche-sur-Yon. Der Lay bildet die nördliche Gemeindegrenze. Umgeben wird Réaumur von den Nachbargemeinden Pouzauges im Norden und Nordwesten, La Meilleraie-Tillay im Norden, Montournais im Norden und Nordosten, Menomblet im Nordosten, Saint-Pierre-du-Chemin im Osten, Cheffois im Südosten, Saint-Germain-d’Aiguiller  im Süden, Tallud-Sainte-Gemme im Südwesten sowie Chavagnes-les-Redoux im Westen.

## Bevölkerungsentwicklung
| Jahr                      | 1962 | 1968 | 1975 | 1982 | 1990 | 1999 | 2006 | 2012 |
| Einwohner                 | 794  | 771  | 720  | 714  | 736  | 746  | 779  | 838  |
| Quelle: Cassini und INSEE |      |      |      |      |      |      |      |      |

## Sehenswürdigkeiten

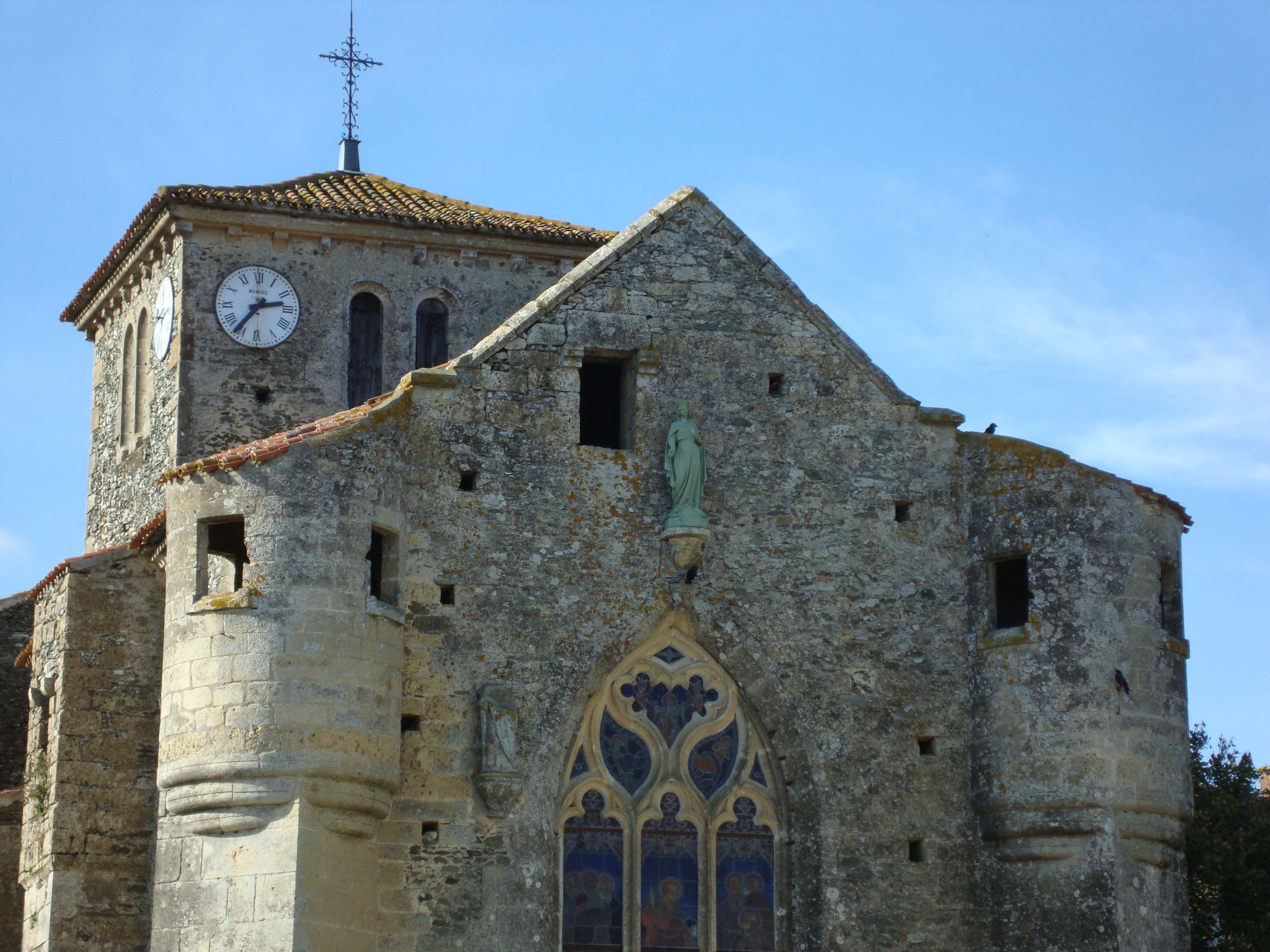
Kirche Saint-Pierre

Siehe auch: Liste der Monuments historiques in Réaumur
- befestigte Kirche Saint-Pierre aus dem 15. Jahrhundert
- Kapelle Sainte-Marie
- Alte Priorei
- Schloss Réaumur aus dem 17. Jahrhundert
- Schloss La Haute-Cour
- Schloss Le Lac
- Haus der Wissenschaften, Museum
- Waschhaus

## Persönlichkeiten
- René-Antoine Ferchault de Réaumur (1683–1757), Naturforscher